# 1999

Eurozone (1999/2002)

Het jaar 1999 is het 99e jaar van de 20e eeuw volgens de christelijke jaartelling.

## Gebeurtenissen
januari
- 1 - De euro wordt giraal ingevoerd. Een euro wordt 2,20371 Nederlandse gulden of 40,3399 Belgische frank waard.
- 2 - Juan José Ibarretxe wordt beëdigd tot Baskisch minister-president.
- 6 - Op de Vlaamse jongerenzender Ketnet wordt de eerste aflevering uitgezonden van de sitcom W817.
- 19 - Op Ambon begint een burgeroorlog tussen christenen en moslims.
- 20 - De Chinese nieuwsdienst kondigt nieuwe beperkingen op het gebruik van internet aan die speciaal op internetcafés gericht zijn.
- 25 - Bij een aardbeving van 6,0 op de schaal van Richter in het westen van Colombia komen ten minste duizend mensen om.

februari
- 1 - Wereldwijd komt een einde aan de radiotelegrafie met de verzending in Ierland van een laatste telegram in Morse.
- 7 - Koning Hoessein van Jordanië overlijdt. Zijn zoon Abdoellah II volgt hem op.
- 8 - Lange ochtendspits van bijna 1000 km op de Nederlandse autosnelwegen door sneeuwval.
- 11 - Pluto bevindt zich op grotere afstand van de zon dan Neptunus. Dit blijft zo tot in 2231.
- 12 - De Amerikaanse senaat stemt tegen voortzetting van de impeachmentprocedure tegen president Clinton.
- 16 - Koerdische rebellen bezetten verschillende ambassades in Europa nadat Turkije een van hun leiders, Abdullah Öcalan heeft gearresteerd.
- 24 - Het stoffelijk overschot van de 13-jarige Sybine Jansons, die sinds 19 januari vermist was, wordt in de buurt van Breukelen in het water gevonden. In 2001 wordt Martin C. voor haar verkrachting en moord veroordeeld tot 18 jaar cel.
- 27 - Colin Prescot en Andy Elson brengen 233 uur en 55 minuten door in een luchtballon, in een poging rond de wereld te vliegen, en verbeteren daarmee het record.
- 27 - Olusegun Obasanjo wordt gekozen tot president van Nigeria. Hij is de eerste gekozen president sinds 1983.

maart
- In Nederland treedt een van de grootste uitbraken van de veteranenziekte ter wereld op; deze gaat de legionellaramp heten. De bron van de legionellabacterie bevond zich op een bloemententoonstelling, de Westfriese Flora in Bovenkarspel. Velen komen in het ziekenhuis in Hoorn terecht.
- 1 - De Hoge Raad voor de Justitie wordt in de nasleep van de Dutroux-affaire opgericht om onpartijdigheid bij benoemingen en onderzoek binnen justitie te waarborgen.
- 2 - Met het Havendecreet wordt de Haven van Gent verzelfstandigd tot een autonoom gemeentebedrijf.
- 4 - De Amerikaanse luchtmachtkapitein Richard Ashby wordt door de krijgsraad vrijgesproken van roekeloos vliegen. Hij raakte met de staart van zijn toestel de kabel van een skilift in Italië, waarna 20 mensen omkwamen.
- 12 - Tsjechië, Hongarije en Polen treden, als eerste voormalige Warschaupactleden, toe tot de NAVO.
- 15 - Carlos Moyá lost Pete Sampras na twintig weken af als nummer één op de wereldranglijst der tennisprofessionals; de Spanjaard moet die positie na twee weken weer afstaan aan Sampras.
- 22 - Bertrand Piccard en Brian Jones worden de eersten die in een luchtballon rond de wereld vliegen.
- 24 - Start van de NAVO-bombardementen op Kosovo (Joegoslavië). Deze operatie staat bekend onder de naam Allied Force en heeft tot doel de slagkracht van het voormalige Joegoslavische leger te verminderen.
- 24 - Bij een brand in de Mont Blanctunnel in de Alpen tussen Frankrijk en Italië komen 39 mensen om. De tunnel gaat voor bijna drie jaar dicht.

april
- Op het circuit van Catalunya in Spanje wordt de Suzuki GSX 1300 R Hayabusa gepresenteerd. Deze motorfiets zal de aanleiding zijn voor internationale afspraken over het begrenzen van de maximumsnelheid voor motoren (300 km/u).
- 1 - Nunavut, een gebied waar zeer overwegend Inuit wonen, wordt een apart territorium van Canada.
- 5 - Libië levert de twee verdachten van de Lockerbie-aanslag in 1988 uit aan Schotland voor berechting in Nederland. De VN schorsen hun sancties tegen het land.
- 11 - Nederland wint in Tilburg het wereldkampioenschap ijshockey voor C-landen en promoveert naar de B-poule.
- 11 - Het rugbyteam van Schotland wint het laatste Vijflandentoernooi, dat het jaar daarop wordt uitgebreid met Italië en dan het Zeslandentoernooi heet.
- 12 - In het Duitse Wuppertal storten twee wagons van de zweeftram omlaag. Vijf mensen komen om het leven en tientallen raken er gewond.
- 20 - Het 'Bloedbad op Columbine High School'. Dylan Klebold en Eric Harris vermoordden in Columbine High School 12 leerlingen, 1 leraar en vervolgens zichzelf. 24 leerlingen raken gewond.
- 24 - Michael Boogerd wint de Amstel Gold Race.
- 24 - Oppositie van de planeet Mars. Hij had toen een schijnbare boogseconden van 16,2.
- 25 - Feyenoord wordt voor de 14e maal in zijn bestaan landskampioen door een gelijkspel (2-2) tegen NAC Breda.
- 30 - Cambodja treedt toe als tiende lid van de Association of Southeast Asian Nations (ASEAN).

mei
- 1 - Moord op Marianne Vaatstra.
- In Liberia breekt de Tweede Liberiaanse Burgeroorlog uit.
- 2 - In Rome verklaart paus Johannes Paulus II de populaire Italiaanse kapucijnermonnik Padre Pio (1887-1968) zalig.
- 3 - Jevgeni Kafelnikov lost Pete Sampras na vijf weken af als nummer één op de wereldranglijst der tennisprofessionals; de Rus moet die positie na zes weken weer afstaan aan diezelfde Amerikaan.
- 7 - Drie medewerkers van de Chinese ambassade in Belgrado (Joegoslavië) komen om het leven en twintig raken gewond als een NAVO-toestel per ongeluk het gebouw bombardeert.
- 7 - Militaire staatsgreep in Guinee-Bissau.
- 9 - HC Bloemendaal wint de landstitel in de Nederlandse hockeyhoofdklasse door Oranje Zwart na strafballen te verslaan in de derde wedstrijd uit de finale van de play-offs.
- 10 - De VSN-1 bedrijven NZH, Midnet, Oostnet en NWH gaan verder onder de naam Connexxion.
- 12 - AC Parma wint de UEFA Cup. In de finale in Moskou is de Italiaanse voetbalclub met 3-0 te sterk voor het Franse Olympique Marseille.
- 13 - Carlo Azeglio Ciampi wordt tot president van Italië verkozen.
- 15 - De hockeysters van Hockeyclub 's-Hertogenbosch prolongeren de landstitel in de Nederlandse hoofdklasse door Amsterdam op strafballen te verslaan in het tweede duel uit de finale van de play-offs.
- 16 - Voetbalclub KRC Genk wordt als eerste Limburgse club landskampioen in België
- 16 - Na twee finaleduels tegen Finland wint Tsjechië de wereldtitel ijshockey in Noorwegen.
- 17 - Ehud Barak wordt premier van Israël.
- 18 - Door de tegenstem van senator Hans Wiegel gaat de invoering in Nederland van het correctief referendum niet door. De ministers van D66 kondigen hun aftreden aan, gevolgd door het hele kabinet. Dit gebeuren staat bekend als de nacht van Wiegel.
- 19 - De eerste van een reeks protesten tegen de regering-Wijdenbosch is in Suriname begonnen. Ze leiden tot vervroegde verkiezingen.
- 19 - Lazio Roma wint de laatste editie van het toernooi om de Europa Cup II. In de finale in Birmingham is de Italiaanse voetbalclub met 2-1 te sterk voor het Spaanse Real Mallorca.
- 20 - Aankondiging van de Bluetooth-technologie.
- 26 - Manchester United wint de Champions League. In de finale in Barcelona zegeviert de Engelse voetbalclub met 2-1 ten koste van het Duitse Bayern München.
- 27 - Het Joegoslavië-tribunaal in Den Haag (Nederland) klaagt Slobodan Milošević en vier anderen aan voor oorlogsmisdaden en misdaden tegen de menselijkheid in Kosovo.
- 28 - Na een restauratie van 22 jaar wordt Leonardo Da Vinci's meesterwerk Het Laatste Avondmaal opnieuw tentoongesteld.
- 29 - Een verwoestende brand in de Tauerntunnel kost aan 12 mensen het leven.
- 29 - De Zweedse Charlotte Nilsson wint met Take Me to Your Heaven het 44ste Eurovisiesongfestival.

juni
- 2 - Groningen - The Rolling Stones treden op in het Stadspark. Met ruim 75.000 bezoekers, die ieder 90 gulden betalen voor een kaartje, is dit het grootste popconcert ooit in Groningen gehouden.
- 9 - Joegoslavië en de NAVO tekenen een vredesverdrag.
- 9 -  De motorcoureur Stuart Murdoch verongelukt met een 600cc Honda tijdens de Senior Race van de Manx Grand Prix bij Gorse
- 10 - De NAVO schort haar luchtaanvallen op nadat Slobodan Milošević ermee akkoord gaat zijn troepen terug te trekken uit Kosovo. De volgende dagen proberen Britse en Russische troepen als eerste Pristina te bezetten.
- 13 - Parlementsverkiezingen in België, ditmaal gecombineerd met de verkiezingen voor het Europees Parlement.
- 16 - Thabo Mbeki wordt de nieuwe president van Zuid-Afrika.
- 18 - Regeringen van 29 Europese staten ondertekenen de Bolognaverklaring om de uitwisseling in het hoger onderwijs te bevorderen.
- 19 - In Brisbane verliezen de Nederlandse hockeysters in de finale van de strijd om de Champions Trophy met 3-2 van gastland en titelverdediger Australië.
- 19 - Turijn (Italië) wordt gekozen als gaststad voor de Olympische Winterspelen 2006.

juli
- 1 - In Edinburgh wordt het Schotse parlement hersteld, dat op 1 januari 1801 was afgeschaft.
- 2 - In Calcutta wordt de eerste Gay Pride Parade van India gehouden.
- 7 - Het Algemeen Dagblad onthult dat de provincie Zuid-Holland meer dan 47 miljoen gulden heeft uitgeleend aan het failliete bedrijf CETECO. De Ceteco-affaire zal leiden tot het aftreden van Commissaris van de Koningin Leemhuis-Stout en strafrechtelijke vervolging van de "beleggende ambtenaar" Karel Baarspul.
- 12 - Guy Verhofstadt (VLD) wordt premier in de federale regering in België.
- 13 - Patrick Dewael (VLD) wordt minister-president in de Vlaamse regering.
- 19 - Volgens de VN wordt de 6 miljardste mens geboren. Het is een baby uit Sarajevo die de eer krijgt. Dit is natuurlijk symbolisch.
- 20 - Na 38 jaar op de bodem van de Atlantische Oceaan te hebben gelegen, wordt de ruimtecapsule van de Mercury MR-4 (Liberty Bell) geborgen door een team onder leiding van Curt Newport.
- 20 - De vervolging van de Chinese meditatiepraktijk Falun Gong wordt afgekondigd in Peking.
- 23 - Mohammed VI wordt koning van Marokko nadat zijn vader, koning Hassan II, diezelfde dag op 70-jarige leeftijd overleed.
- 24 - Openingsceremonie van de dertiende Pan-Amerikaanse Spelen, gehouden in Winnipeg.
- 26 - Patrick Rafter lost Andre Agassi na drie weken af als nummer één op de wereldranglijst der tennisprofessionals; de Australiër moet die positie al na één week weer afstaan aan Agassi's landgenoot Pete Sampras.
- Tijdens het EK zwemmen wint Pieter van den Hoogenband zes gouden medailles.

augustus
- Bij een volksstemming kiest de bevolking van Oost-Timor voor onafhankelijkheid.
- 8 - De Russische president Jeltsin benoemt Vladimir Poetin tot premier.
- 11 - Totale zonsverduistering tussen Cornwall (Groot-Brittannië) en India. Dit totaliteitspad loopt ook door België (Virton). De volgende totale zonsverduistering in België is pas in september 2090.
- 13 - Steffi Graf kondigt het einde van haar tennisloopbaan aan.
- 17 - Een zware aardbeving van 7,4 op de schaal van Richter treft Turkije. Er vallen naar schatting meer dan 17 000 doden en 44 000 gewonden.
- 29 - In Keulen prolongeren de Nederlandse hockeysters de Europese titel door gastland Duitsland in de finale met 2-1 te verslaan.
- 30 - De nieuwe Jordaanse koning Abdoellah II laat Khaled Mashal en vier andere Hamasleiders het land uitzetten.

september
- Een internationale vredesmacht wordt geïnstalleerd in Oost-Timor.
- Lancering van de ene na de andere gratis internetprovider, waaronder Zonnet en NokNok in de aanloop van de internethype.
- 9 - De Sega Dreamcast komt uit in de VS.
- 12 - In Padova verliest de Nederlandse hockeyploeg in de finale van het Europees kampioenschap opnieuw op strafballen van titelverdediger Duitsland.
- 14 - De eilandengroepen Kiribati, Tonga en Nauru worden lid van de VN.
- 16 - Op  Veronica gaat het televisieprogramma Big Brother van start.
- 30 - Opnieuw trekken Russische troepen Tsjetsjenië binnen.

oktober
- De Climate Orbiter, een Mars-sonde van NASA, gaat verloren.
- 1 - Wales opent in de eigen hoofdstad Cardiff het vierde officiële wereldkampioenschap rugby met een 23-18-overwinning op Argentinië.
- 2 - Het Angolees voetbalelftal wint de derde editie van de COSAFA Cup door in de finale (over twee wedstrijden) buurland Namibië te verslaan.
- 5 - Militaire staatsgreep in Pakistan o.l.v. stafchef-generaal Pervez Musharraf.
- 18 - Paus Johannes Paulus II verleent de Basiliek van Onze Lieve Vrouw ten Hemelopneming te Zwolle de eretitel basiliek.
- 20 - Abdurrahman Wahid wordt gekozen tot president van Indonesië.
- 31 - Vlucht 990 van EgyptAir van New York naar Caïro stort neer voor de kust van Massachusetts (V.S.). Alle 217 inzittenden komen om.

november
- De Verenigde Staten en China sluiten een handelsovereenkomst.
- 4 - In Zwitserland wordt begonnen met de bouw van de Gotthard-Basistunnel, de langste spoortunnel ter wereld. De tunnel is in 2016 opengesteld.
- 6 - De Australiërs stemmen voor het behoud van de Britse koningin als hun staatshoofd.
- 6 - Australië wint in Cardiff het vierde officiële wereldkampioenschap rugby door in de finale Frankrijk met 35-12 te verslaan.
- 19 - De allereerste aflevering van het programma Wie is de Mol? gaat van start. Tien onbekende Nederlanders gaan naar Australië.
- 20 - In China wordt de eerste Shenzhou-shuttle gelanceerd.
- 25 - Eerste Internationale dag tegen geweld tegen vrouwen (Verenigde Naties)
- 30 - In Seattle (V.S.) is de politie onvoorbereid op de eerste grote betoging van de antiglobalisten. De opening van een World Trade Organization-ontmoeting moet uitgesteld worden.

december
- 2 - Noord-Ierland krijgt intern zelfbestuur.
- 3 - De NASA verliest het radiocontact met de Mars Polar Lander vlak voor die de atmosfeer van Mars binnendringt.
- 4 - Prins Filip van België huwt met Mathilde.
- 10 - De Nobelprijs voor de Natuurkunde wordt uitgereikt aan de Nederlanders Gerard 't Hooft en Martinus Veltman.
- 12 - De voor de Bretonse kust vastgelopen tanker Erika breekt doormidden. De vrijgekomen olie spoelt twee weken later aan op de stranden. De schade onder de zeevogels is groot.

- 12 - Twee dagen na zijn vorige wereldrecord op de 100 meter vlinderslag (52,03 s) verbetert Michael Klim in Canberra die mondiale toptijd opnieuw: 51,81. Het oude record (52,15) stond sinds 9 oktober 1997 ook al op naam van de Australische zwemmer.
- 15 en 16 - Eerste bijeenkomst van de G20 in Berlijn. De leidende industrielanden bespreken met de sterk opkomende economieën uit de derde wereld de toestand in de wereld.
- 20 - Portugal draagt Macau over aan China.
- 25-31 - Eerste uitzending van de Top 2000, uitgezonden op de Nederlandse radiozender Radio 2. Op nummer een staat Queen met Bohemian Rhapsody.
- 28 - De Leekster Courant verschijnt voor het laatst. Volgens eigenaar Hazewinkel Pers was het blad niet langer rendabel. Ooit had het blad, 92 jaar lang gespecialiseerd in regionaal nieuws van het Westerkwartier en omstreken, een oplage van meer dan 20.000 exemplaren.
- 29 (27 of 30 volgens sommige bronnen) - Ex-Beatle George Harrison wordt thuis meerdere malen in de borst gestoken door Michael Anram, die gelooft dat George de duivel is. George' vrouw Olivia kan erger voorkomen. (NRC.nl)
- 30 - De eerste editie van Big Brother is afgelopen. Bart Spring in 't Veld is de winnaar.
- 31 - Boris Jeltsin neemt ontslag als president van Rusland. Vladimir Poetin wordt interim-president.
- 31 - Het Panamakanaal komt volledig in Panamese handen.
- 31 - Koningin Elizabeth II opent de Millennium Dome in Greenwich, Londen.

zonder datum
- België wordt getroffen door het dioxineschandaal.

## Muziek

### Klassieke muziek
- 17 januari: eerste uitvoering van Muziek met hoorn van Vagn Holmboe
- 3 februari: eerste uitvoering van Quatre chants pour franchir le seuil van Gérard Grisey
- 19 februari: eerste uitvoering van Naive and sentimental music van John Adams
- 1 april: eerste uitvoering van Cantigas van Magnus Lindberg
- 29 april: eerste uitvoering van Bridge (trompetconcert) van Rolf Martinsson
- mei: eerste uitvoering van de gehele Folk dreams van Leonardo Balada
- 6 mei: eerste uitvoering van Celloconcert van Magnus Lindberg
- 22 mei: eerste uitvoering van Sotto voce (notturno) van Wolfgang Rihm
- 21 juni eerste uitvoering van The imagined sound of sun on stone van Sally Beamish
- 26 juli: eerste uitvoering van Couleurs du vent van Kaija Saariaho
- 17 augustus: eerste uitvoering van Symfonie nr. 5 van David Matthews
- 9 oktober: eerste uitvoering van de opera A view from the bridge van William Bolcom
- 26 oktober: eerste uitvoering van Exodus van Erkki-Sven Tüür
- 11 november: eerste uitvoering van America: A prophecy van Thomas Adès
- 13 of 15 november: eerste uitvoering van Solo V van Kalevi Aho

### Populaire muziek
Bestverkochte singles in Nederland:
1. Lou Bega - Mambo No. 5 (A Little Bit Of...)
2. Vengaboys - We're Going To Ibiza!
3. Britney Spears - ...Baby One More Time
4. City To City - The Road Ahead (Miles Of The Unknown)
5. Eiffel 65 - Blue (Da Ba Dee)
6. R. Kelly - If I Could Turn Back The Hands Of Time
7. Cher - Believe
8. Toy-Box - Tarzan & Jane
9. Sasha - If You Believe
10. The Offspring - Pretty Fly (For A White Guy)

Bestverkochte albums in Nederland:
1. Andrea Bocelli - Sogno
2. Ilse DeLange - World Of Hurt
3. Shania Twain - Come On Over
4. ABBA - 25 Jaar Na 'Waterloo' (De Grootste Hits In Nederland)
5. George Michael - Ladies And Gentlemen (The Best Of George Michael)
6. Vengaboys - Greatest Hits! Part I
7. U2 - The Best Of 1980 - 1990 & B-Sides
8. Toy-Box - Fantastic
9. BLØF - Boven
10. Backstreet Boys - Millennium

Bestverkochte singles in Vlaanderen:
1. Britney Spears - ...Baby One More Time
2. Lou Bega - Mambo No. 5 (A Little Bit Of...)
3. R. Kelly - If I Could Turn Back The Hands Of Time
4. Eiffel 65 - Blue (Da Ba Dee)
5. Da Boy Tommy - Halloween
6. K3 - Heyah Mama
7. Vengaboys - We're Going To Ibiza!
8. The Offspring - Pretty Fly (For A White Guy)
9. Scoop - Drop It
10. DJ Peter Project - 2 New York

## Beeldende kunst

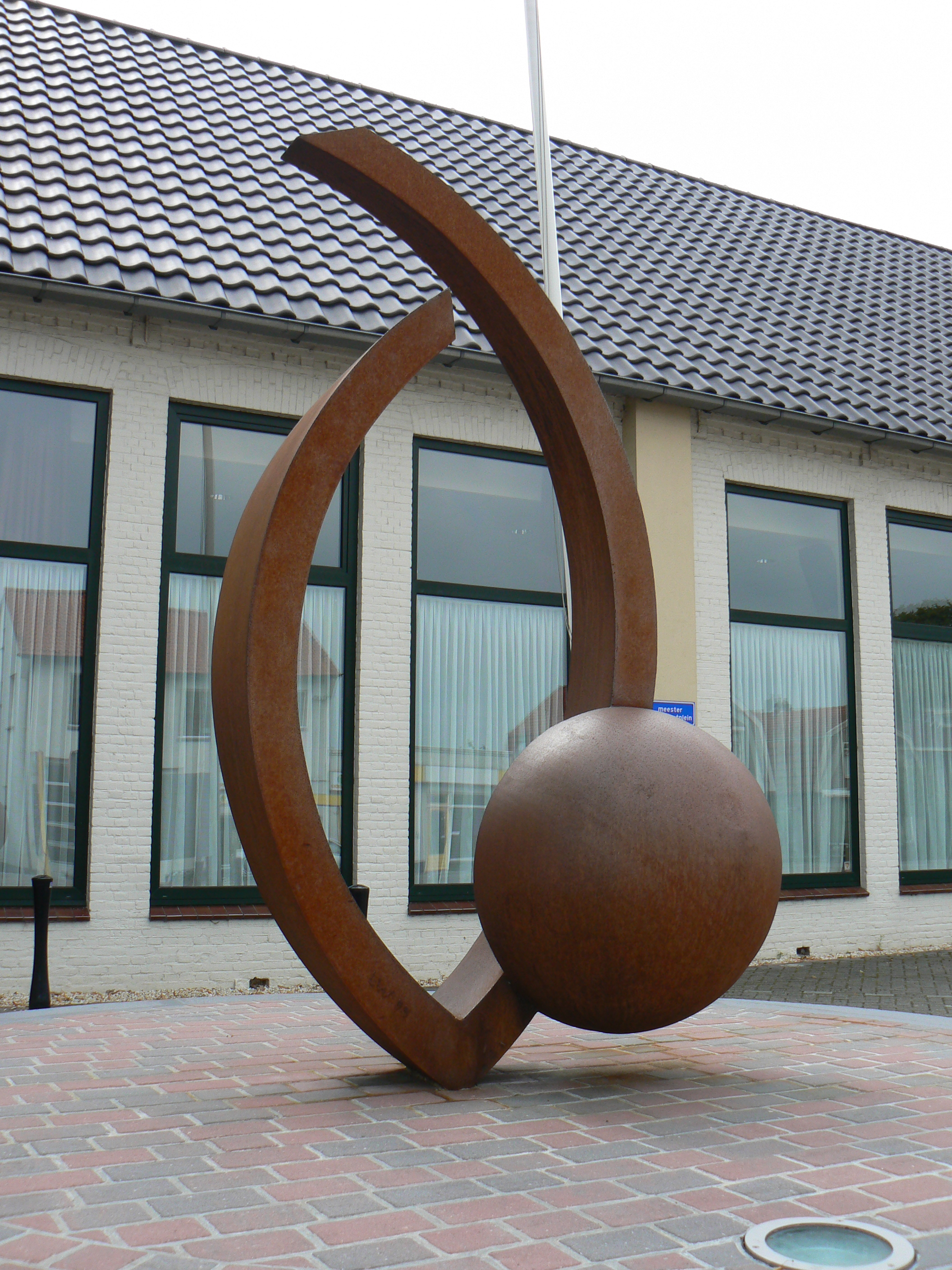
Keimling (1999) Leonard Wübbena, Kloosterhaar (Gemeente Hardenberg)
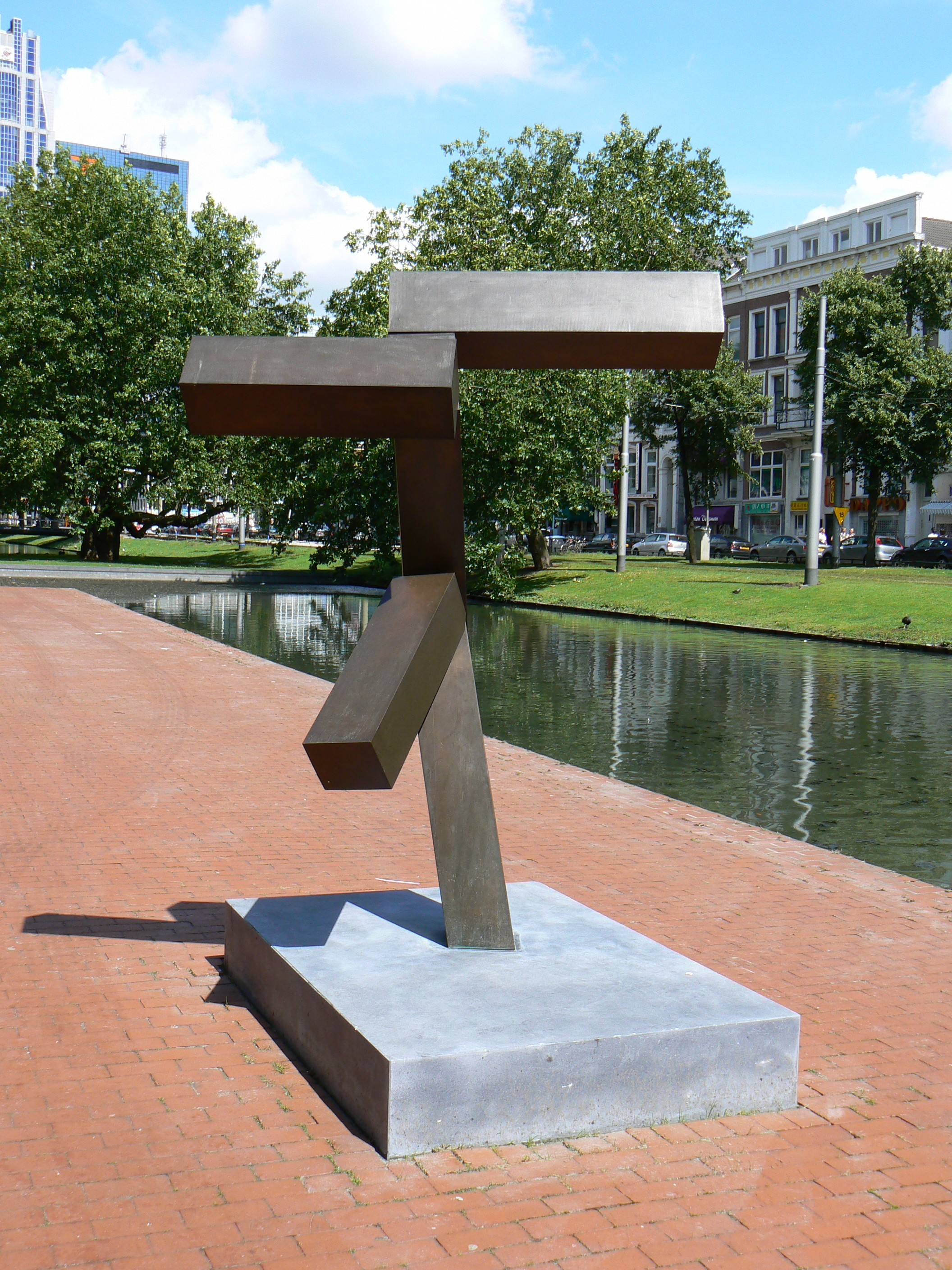
Untitled (1999) Joel Shapiro, Beeldenroute Westersingel Rotterdam

## Bouwkunst
- In Nijmegen komt het Museum het Valkhof gereed naar ontwerp van de architect Ben van Berkel

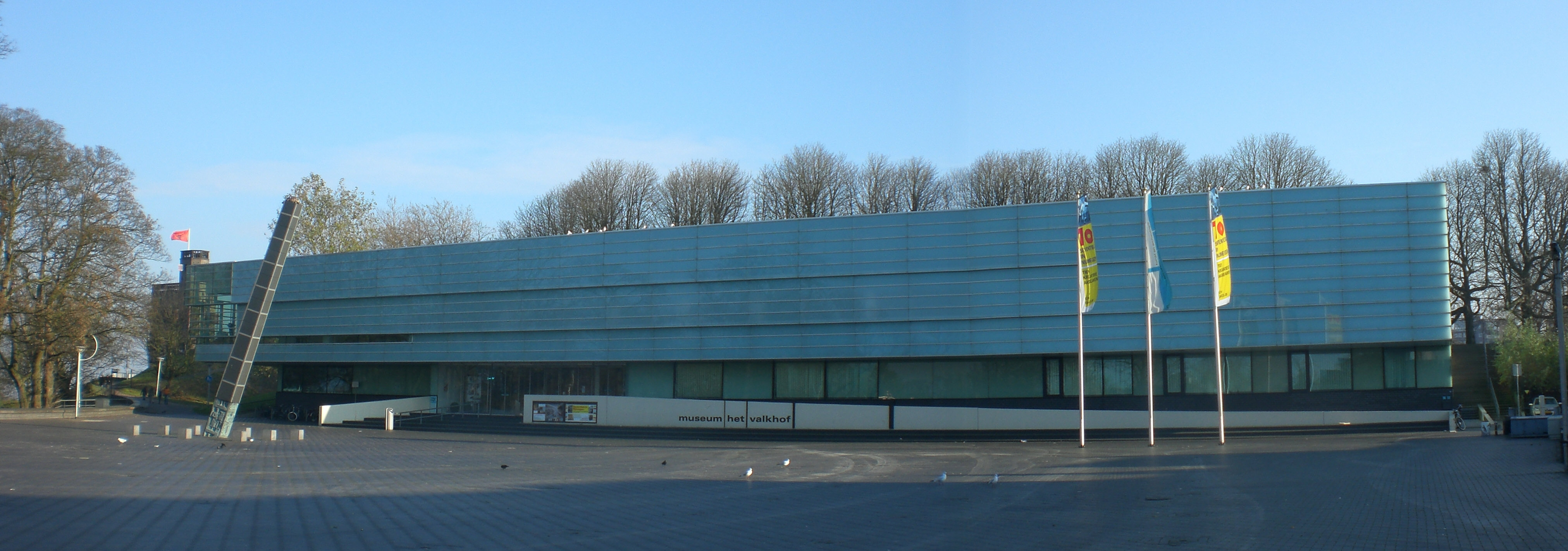
Buitenzijde museum Het Valkhof

## Geboren

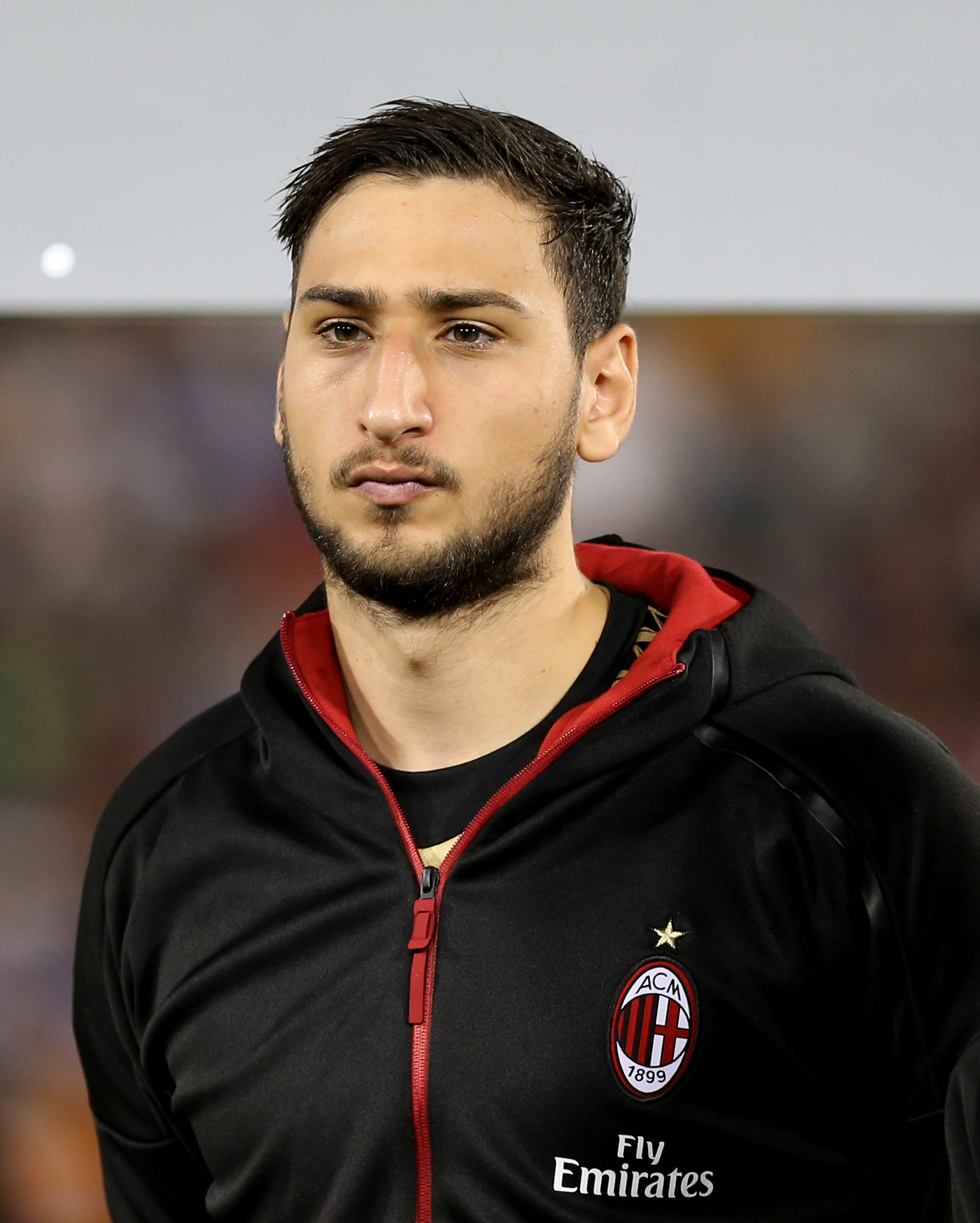
Gianluigi Donnarumma,
geboren op 25 februari

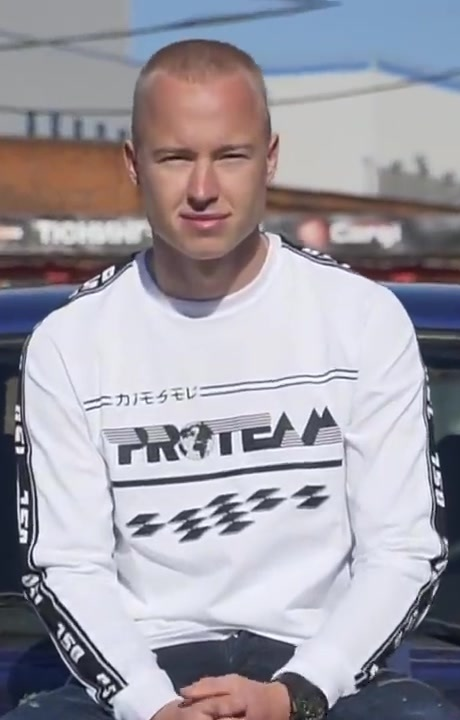
Nikita Mazepin,
geboren op 2 maart

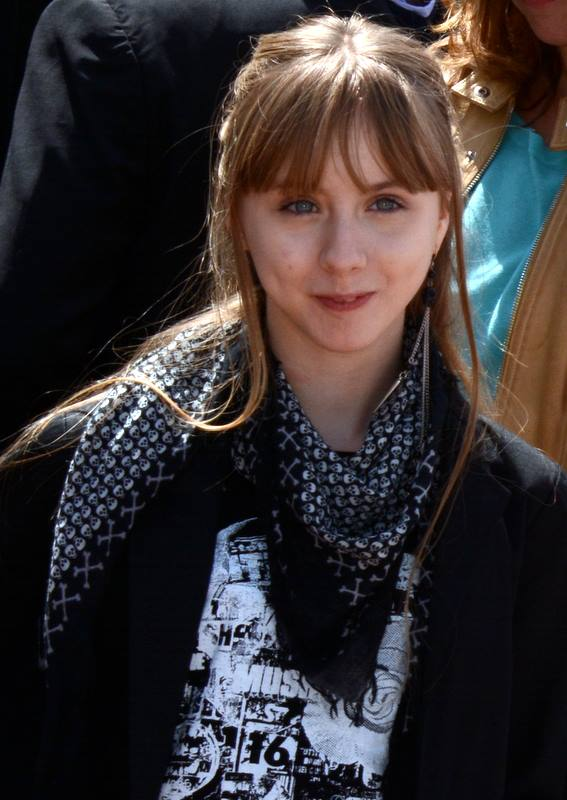
Melusine Mayance,
geboren op 21 maart

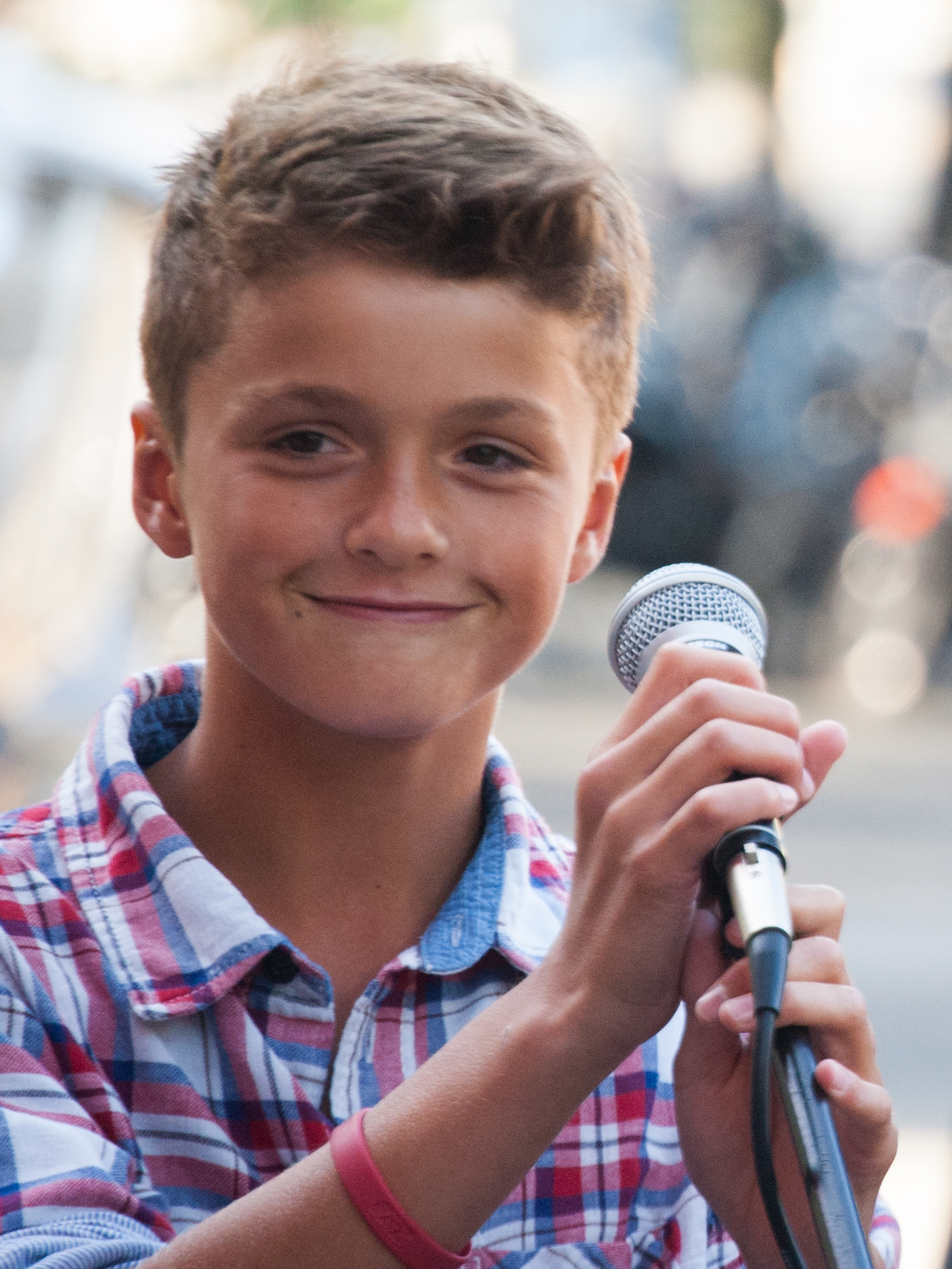
Faas Wijn,
geboren op 15 mei

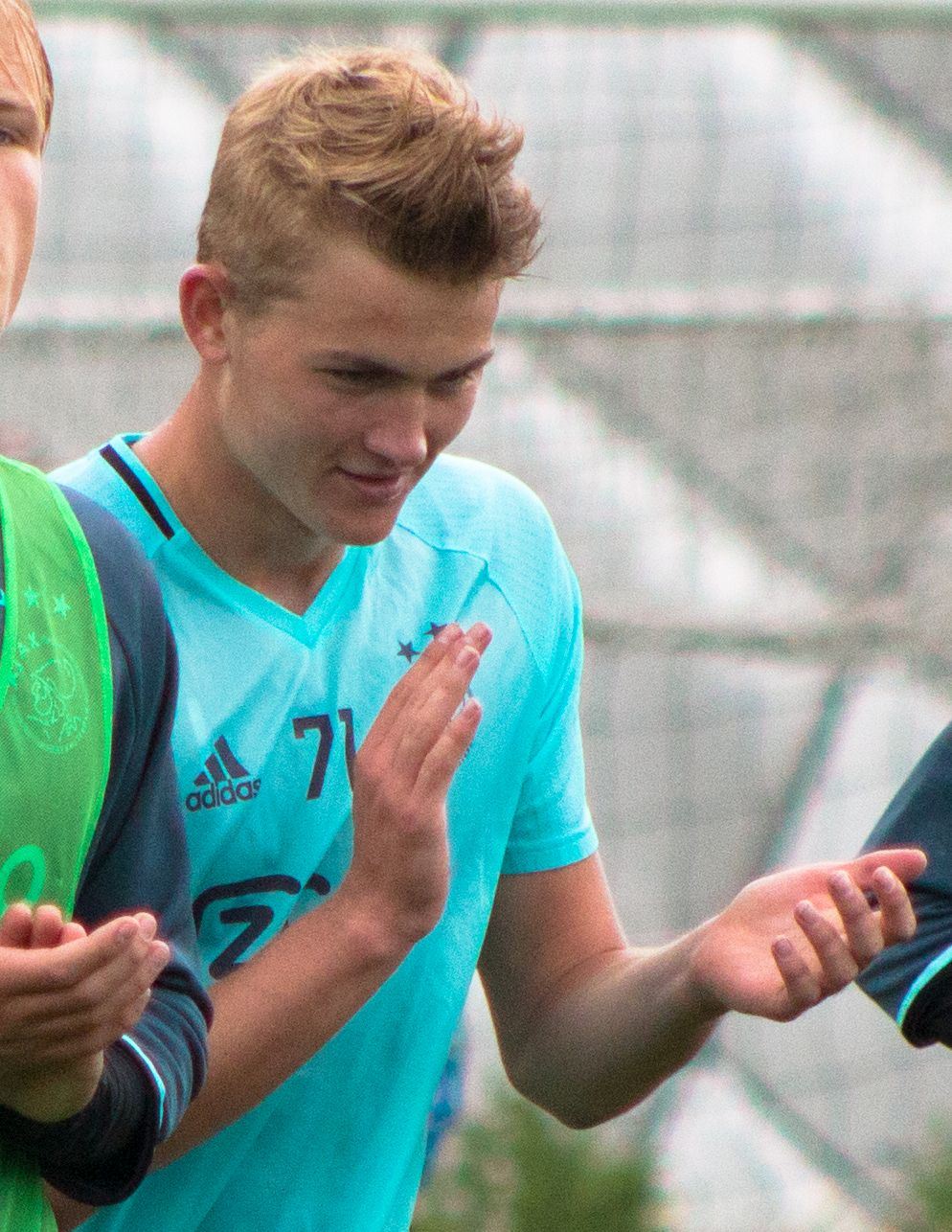
Matthijs de Ligt,
geboren op 12 augustus

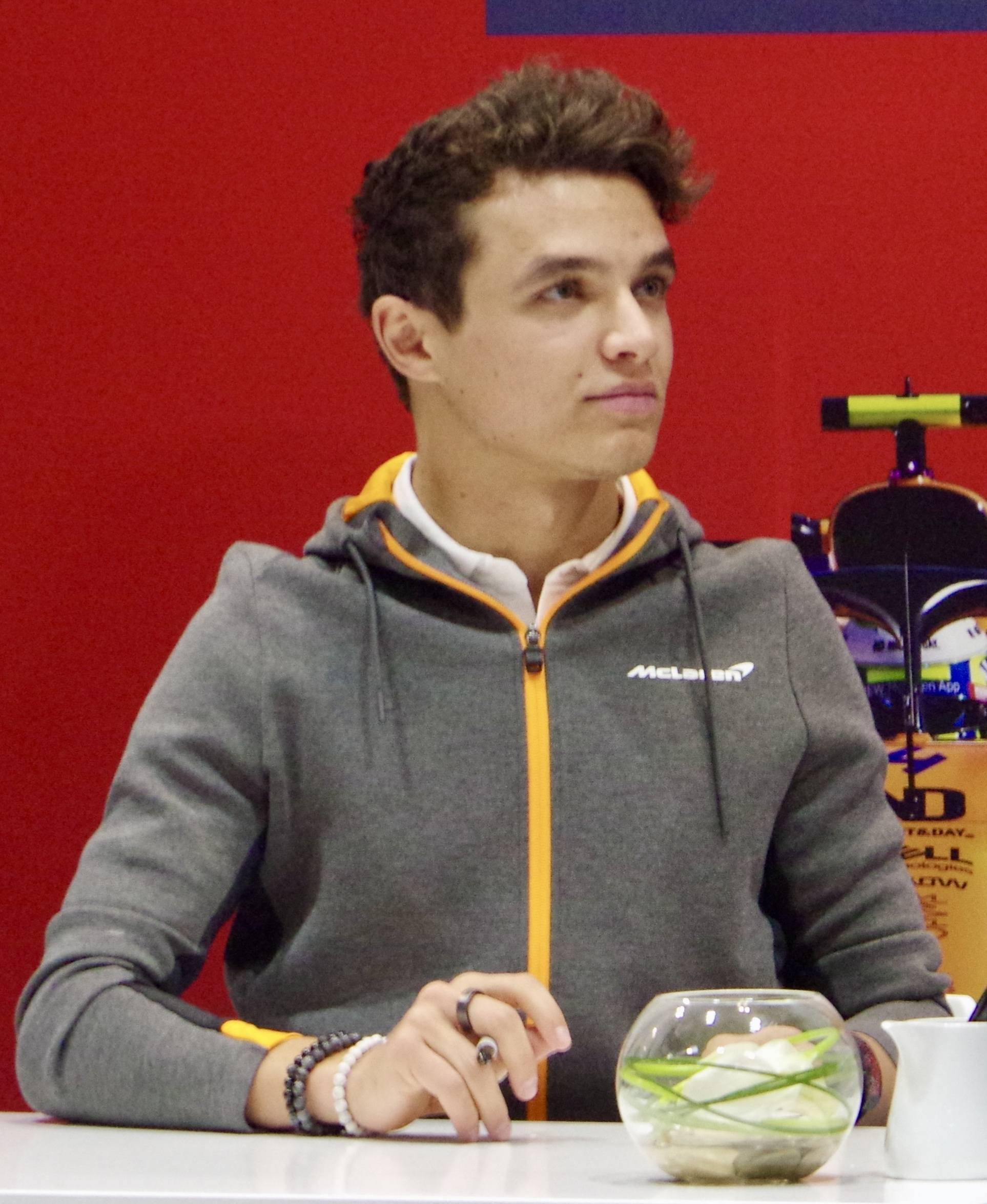
Lando Norris,
geboren op 13 november

### Januari
- 1 - Fieke Hendriks, Nederlands voetbalster
- 2 - Aaron Wiggins, Amerikaans basketballer
- 3 - Georgia Stanway, Engels voetbalster
- 3 - Jorieke Sterken, Nederlands zangeres
- 4 - Jan-Niklas Beste, Duits voetballer
- 4 - Petru Florescu, Roemeens autocoureur
- 4 - Lina Hernández, Colombiaans baanwielrenster
- 4 - Zac Stubblety-Cook, Australisch zwemmer
- 5 - Jesse Pardon, Nederlands zanger en musicalacteur
- 6 - Jelena Radionova, Russisch kunstschaatsster
- 7 - Carlos Augusto, Braziliaans-Italiaans voetballer
- 8 - Emilie Bragstad, Noors voetbalster
- 8 - Jan Stöckli, Zwitsers wielrenner
- 8 - Emilie Woldvik, Noors voetbalster
- 9 - Kelly Gago, Frans voetbalster
- 9 - Maximiliano Romero, Argentijns voetballer
- 10 - Mason Mount, Engels voetballer
- 10 - Annalena Rieke, Duits voetbalster
- 12 - Michael Foley, Canadees baanwielrenner
- 12 - Xavier Tillman, Amerikaans basketballer
- 13 - Anna Jøsendal, Noors voetbalster
- 13 - Emilie Nautnes, Noors voetbalster
- 13 - Laura Wienroither, Oostenrijks voetbalster
- 15 - Kevin Álvarez, Mexicaans voetballer
- 15 - Selina Ostermeier, Duits voetbalster
- 16 - Alessandro Zaccone, Italiaans motorcoureur
- 18 - Tanja Pawollek, Pools voetbalster
- 19 - Kim Si-eun, Zuid-Koreaans actrice
- 19 - Matilde Lundorf Skovsen, Deens voetbalster
- 19 - Donyell Malen, Nederlands voetballer
- 19 - Lazar Mutic, Bosnisch basketballer
- 20 - Cero Ismael, Nederlands zanger
- 20 - Flynn Downes, Engels voetballer
- 20 - Bilal Wahib, Nederlands acteur en zanger
- 21 - Eva van Deursen, Nederlands voetbalster
- 21 - Isabelle Dölle, Duits handbalster
- 21 - Ljoebov Nikitina, Russisch freestyleskiester
- 22 - Vladimir Atojev, Russisch autocoureur
- 24 - Twanisha Terry, Amerikaans atlete
- 25 - Ma Binyan, Chinees wielrenner
- 25 - Jai Waetford, Australisch zanger
- 26 - Ashafar, Nederlands rapper
- 27 - Sophie Cobussen, Nederlands voetbalster
- 27 - Lisa Post, Nederlands hockeyspeelster
- 28 - Karen Holmgaard, Deens voetbalster
- 28 - Sara Holmgaard, Deens voetbalster
- 30 - Viveca Lindfors, Fins kunstschaatsster
- 30 - Andrea Norheim, Noors voetbalster

### Februari
- 2 - Ryom Tae-ok, Noord-Koreaans kunstschaatsster
- 3 - Kimberly Penez, Belgisch zangeres
- 3 - Maikel Verberk, Nederlands darter
- 6 - Jonathan Jones (atleet), Barbadiaans atleet
- 8 - Christos Giousis, Grieks-Albanees voetballer
- 8 - Alessia Russo, Engels voetbalster
- 8 - Kristine Stavås Skistad, Noors langlaufster
- 9 - Adrianna Bertola, Brits actrice en zangeres
- 11 - Hannah Cain, Welsh voetbalster
- 13 - Wouter Macare, Nederlands drummer
- 18 - Mathilde Deswaef, Belgisch atlete
- 18 - Guillaume Grimard, Belgisch atleet
- 19 - Audrey Hobert, Amerikaans zangeres
- 19 - Ryan Vickers, Brits motorcoureur
- 20 - Leonie Doege, Duits voetbalster
- 21 - Lotte van der Zee, Nederlands model (overleden 2019)
- 22 - Laia Ballesté, Spaans-Zwitsers voetbalster
- 23 - Beatrice Merlo, Italiaans voetbalster
- 24 - Danilo Al-Saed, Iraaks-Zweeds voetballer
- 24 - Jorg Vanlierde, Belgisch atleet
- 25 - Gianluigi Donnarumma, Italiaans voetballer
- 28 - Jānis Grīnbergs, Lets voetballer

### Maart
- 2 - May Hollerman, Nederlands actrice
- 2 - Nikita Mazepin, Russisch autocoureur
- 3 - Amaury Bonduel, Frans autocoureur
- 4 - Brooke Forde, Amerikaans zwemster
- 5 - Martijn Kaars, Nederlands voetballer
- 5 - Armando Obispo, Nederlands voetballer
- 6 - Abdul Hakim Sani Brown, Japans atleet
- 9 - Pieter Bogaers, Nederlands voetballer
- 9 - Bregje de Brouwer, Nederlands synchroonzwemster
- 9 - Noortje de Brouwer, Nederlands synchroonzwemster
- 11 - Jasmijn Lau, Nederlands atlete
- 14 - Marco Schuitmaker, Nederlands zanger
- 17 - Roxanne Kwant, Nederlands presentatrice en influencer
- 17 - Atsushi Miyake, Japans autocoureur
- 18 - Adrian Fein, Duits voetballer
- 19 - Jessica Schilder, Nederlands atlete
- 19 - Laura de Zwart, Nederlands volleybalster
- 20 - Susan Radder, Nederlands actrice
- 21 - Mélusine Mayance, Frans actrice
- 21 - Ese Ukpeseraye, Nigeriaans wielrenster
- 21 - Juliette Vidal, Frans voetbalster
- 22 - Diane van Es, Nederlands atlete
- 22 - Mick Schumacher, Duits autocoureur
- 25 - Mikey Madison, Amerikaans actrice
- 26 - Linus Lundqvist, Zweeds autocoureur
- 27 - Jayson Uribe, Amerikaans motorcoureur
- 29 - Stefano Manzi, Italiaans motorcoureur
- 30 - Lauren Hoffman, Amerikaans-Filipijns atlete
- 30 - Sterre, Nederlands-Molukse zangeres
- 31 - Tereza Jančová, Slowaaks alpineskiester

### April
- 4 - Flinn Lazier, Amerikaans autocoureur
- 5 - Lilly Palmer, Duits dj en producer
- 5 - Lorenzo Quartucci, Italiaans wielrenner
- 6 - Florian Dauphin, Frans wielrenner
- 7 - Lerika, Moldavische zangeres
- 8 - José Gomes, Portugees voetballer
- 8 - Yade Lauren, Nederlands zangeres
- 9 - Saddiq Bey, Amerikaans basketballer
- 9 - Lil Nas X, Amerikaans rapper en singer-songwriter
- 9 - Nick Venema, Nederlands voetballer
- 9 - Anamaria Vartolomei, Frans-Roemeens actrice
- 10 - Kaja Rysz, Pools wielrenster
- 14 - Anita Simoncini, San Marinees zangeres
- 15 - Mathilde Bourdieu, Frans voetbalster
- 16 - Nikita Troitskiy, Russisch autocoureur
- 17 - Isadee Jansen, Nederlands model
- 17 - Sam Kerr, Schots voetbalster
- 17 - Kazuto Kotaka, Japans autocoureur
- 18 - Michael Andrew, Amerikaans zwemmer
- 18 - Luguentz Dort, Canadees basketballer
- 20 - Fabio Quartararo, Frans motorcoureur
- 21 - Katrin Klujber, Hongaars handbalster
- 21 - Géraldine Reuteler, Zwitsers voetbalster
- 22 - Charlotte Voll, Duits voetbalster
- 25 - Marcus Kleveland, Noors snowboarder
- 28 - Silje Opseth, Noors schansspringster
- 30 - Jorden van Foreest, Nederlands schaker

### Mei
- 4 - William Reais, Zwitsers atleet
- 4 - Louis Verstraete, Belgisch voetballer
- 5 - Nathan Chen, Amerikaans kunstschaatser
- 5 - Justin Kluivert, Nederlands voetballer
- 6 - Mauro Júnior, Braziliaans voetballer
- 6 - Patricio O'Ward, Mexicaans autocoureur
- 7 - Cody Gakpo, Nederlands voetballer
- 9 - Marouane Afaker, Nederlands voetballer
- 9 - Caroline Siems, Duits voetbalster
- 10 - Rik Melissant, Nederlands organist
- 11 - Sabrina Carpenter, Amerikaans actrice en zangeres
- 12 - Marino Sato, Japans autocoureur
- 13 - Sheldon van der Linde, Zuid-Afrikaans autocoureur
- 15 - Faas Wijn, Nederlands acteur
- 16 - Maxime Chevalier, Frans wielrenner
- 17 - David Mobärg, Zweeds freestyleskiër
- 18 - Laura Omloop, Belgisch zangeres
- 21 - Aleksandr Terentjev, Russisch langlaufer
- 25 - Brec Bassinger, Amerikaans actrice
- 26 - Kerry Ingram, Brits actrice
- 27 - Colin Kaminsky, Amerikaans autocoureur
- 28 - Mari Leinan Lund, Noors noordse combinatieskiester
- 29 - Hal Cumpston, Australisch acteur
- 30 - Zhou Guanyu, Chinees autocoureur
- 31 - Michal Sadílek, Tsjechisch voetballer

### Juni
- 1 - Dmitri Aliev, Russisch kunstschaatser
- 1 - Sun Jiaxu, Chinees freestyleskiër
- 1 - Dorian Salhi, Frans-Algerijnse voetballer
- 1 - Technoblade, Amerikaans youtuber (overleden 2022)
- 2 - Lois Joel, Welsh voetbalster
- 2 - Ffion Morgan, Welsh voetbalster
- 3 - Victoria Pelova, Nederlands voetbalster
- 4 - Domen Prevc, Sloveens schansspringer
- 4 - Sophie Román Haug, Noors voetbalster
- 4 - Hannah Soar, Amerikaans freestyleskiester
- 6 - Alessandro Buongiorno, Italiaans voetballer
- 7 - Jordan Jegat, Frans wielrenner
- 8 - Daniel Ticktum, Brits autocoureur
- 11 - Blanche (zangeres), Belgische zangeres
- 11 - Kai Havertz, Duits voetballer
- 11 - Janina Minge, Duits voetbalster
- 13 - Fabio Scherer, Zwitsers autocoureur
- 14 - Attila Tassi, Hongaars autocoureur
- 15 - Awa Bamogo, Burkinees wielrenner
- 16 - Lindsey Jordan, Amerikaans singer-songwriter
- 17 - Noa Lang, Nederlands voetballer
- 17 - Luis Sinisterra, Colombiaans voetballer
- 17 - Immanuel Quickley, Amerikaans basketballer
- 20 - Phil Sieben, Duits voetballer
- 20 - Matthew Temple, Australisch zwemmer
- 21 - Niamh Charles, Engels voetbalster
- 22 - Iori Kimura, Japans-Russisch autocoureur
- 22 - Kakunoshin Ohta, Japans autocoureur
- 28 - Viivi, Fins zangeres
- 29 - Benjamin Lessennes, Belgisch autocoureur

### Juli
- 2 - Mattia Casadei, Italiaans motorcoureur
- 2 - Isaiah Joe, Amerikaans basketballer
- 2 - Clarissa Larisey, Canadees voetbalster
- 3 - Bas Takken, Nederlands Paralympisch zwemmer
- 4 - Lewis Clareburt, Nieuw-Zeelands zwemmer
- 4 - Riccardo Pera, Italiaans autocoureur
- 5 - Julien Andlauer, Frans autocoureur
- 5 - Philip Hanson, Brits autocoureur
- 5 - Martin Maljoetin, Russisch zwemmer
- 7 - Juultje Tieleman, Nederlands vlogster en influencer
- 9 - Merel Bormans, Nederlands voetbalster
- 9 - Sena Sakaguchi, Japans autocoureur
- 10 - Peruth Chemutai, Oegandees atlete
- 10 - Meret Felde, Duits voetbalster
- 15 - Óscar Gutiérrez, Spaans motorcoureur
- 15 - Jody Vangheluwe, Belgisch voetbalster
- 16 - Frida Maanum, Noors voetbalster
- 19 - De 6 miljardste mens. Het is een baby uit Sarajevo die deze (symbolische) eer krijgt toegewezen.
- 20 - Alexandra van Hannover, dochter van Caroline van Monaco en Ernst August (V) van Hannover
- 22 - Jannes Fittje, Duits autocoureur
- 24 - Axel Bassani, Italiaans motorcoureur
- 25 - Sluwe Ollie, Nederlands rapper
- 26 - Belén García, Spaans autocoureur
- 26 - Benedetta Glionna, Italiaans voetbalster
- 26 - Birk Irving, Amerikaans freestyleskiër
- 28 - Sacha Fenestraz, Frans-Argentijns autocoureur
- 29 - Max Fewtrell, Brits autocoureur
- 30 - Joey King, Amerikaans actrice
- 30 - Thomas Pidcock, Brits wielrenner

### Augustus
- 1 - Nicolò Martinenghi, Italiaans zwemmer
- 2 - Emma Bale, Belgische zangeres
- 2 - Joël Piroe, Nederlands voetballer
- 3 - Brahim Díaz, Spaans voetballer
- 3 - Márk Jedlóczky, Hongaars autocoureur
- 3 - Nemo Mettler, Zwitsers rapper en zanger
- 4 - Joes Brauers, Nederlands acteur
- 5 - Agla María Albertsdóttir, IJslands voetbalster
- 7 - Leon Köhler, Duits autocoureur
- 7 - Sydney McLaughlin, Amerikaans atlete
- 9 - Juan Manuel Correa, Ecuadoraans-Amerikaans autocoureur
- 10 - Frida Karlsson, Zweeds langlaufster
- 10 - Ritomo Miyata, Japans autocoureur
- 12 - Matthijs de Ligt, Nederlands voetballer
- 12 - Michael Obasuyi - Belgisch atleet
- 13 - Klaudia Słowińska, Pools voetbalster
- 13 - Anja Veterova, Macedonisch zangeres
- 14 - Fran García, Spaans voetballer
- 15 - Oliwia Woś, Pools voetbalster
- 16 - Karen Chen, Amerikaans kunstschaatsster
- 16 - Ruslan Gaziev - Canadees zwemmer
- 17 - Won Ji-an, Zuid-Koreaans actrice
- 19 - Kim Hendriks, Nederlands voetbalster
- 19 - Giorgia Whigham, Amerikaans actrice
- 22 - Brock Crouch, Amerikaans snowboarder
- 22 - Mai Mihara - Japans kunstschaatsster
- 26 - Damaris Egurrola, Nederlands-Spaans-Amerikaans voetbalster
- 26 - Luuk Maas, Nederlands atleet
- 26 - Naz Reid, Amerikaans basketballer
- 27 - Mitchell van Bergen, Nederlands voetballer
- 28 - Nikolai van Denemarken, Deens prins
- 29 - Igor Sloejev, Russisch snowboarder
- 29 - Mara Titarsolej, Nederlands gymnaste
- 30 - Gilles Magnus, Belgisch autocoureur
- 31 - Sydney Schneider, Jamaicaans voetbalster

### September
- 1 - Jonathan Sacoor, Belgisch atleet
- 1 - Anton Schiffer, Duits wielrenner
- 1 - Julian Schmid, Duits noordse-combinatieskiër
- 2 - Ella Toone, Engels voetbalster
- 3 - Kimberley Smit, Nederlands voetbalster
- 6 - Nicholas Alexander Chavez, Amerikaans acteur
- 7 - Gracie Abrams, Amerikaans singer-songwriter
- 7 - Chris Corning, Canadees snowboarder
- 8 - Kaat Dumarey, Belgisch acrogymnaste
- 8 - Lorenzo Gabellini, Italiaans motorcoureur
- 11 - Regan Slater, Engels voetballer
- 16 - Robert Shwartzman, Russisch autocoureur
- 17 - Udoka Azubuike, Nigeriaans basketballer
- 17 - Julia van Bergen, Nederlands zangeres
- 18 - Koen Kostons, Nederlands voetballer
- 18 - Bill Lathouwers, Belgisch voetballer
- 18 - Elias Sørensen, Deens voetballer
- 18 - Bent Viscaal, Nederlands autocoureur
- 19 - Diogo Costa, Portugees-Zwitsers voetballer
- 19 - Thomas Vanoppen, Belgisch atleet
- 19 - Max Willems, Nederlands acteur
- 20 - Giuliano Alesi, Frans autocoureur
- 20 - Ingebjørg Saglien Bråten, Noors schansspringster
- 20 - Daniel Oturu, Amerikaans basketballer
- 21 - Alexander Isak, Zweeds voetballer
- 21 - Kristin Kögel, Duits voetbalster
- 21 - Lara Marti, Zwitsers voetbalster
- 22 - Davide Frattesi, Italiaans voetballer
- 22 - Lizzy McAlpine, Amerikaans singer-songwriter
- 22 - Alex Vinatzer, Italiaans alpineskiër
- 23 - Rui Andrade, Angolees autocoureur
- 23 - Mille Gejl, Deens voetbalster
- 23 - Vinchenzo Tahapary, Nederlands zanger
- 24 - Ellie Roebuck, Engels voetbalster
- 26 - Angelina da Costa - Frans-Portugees voetbalster
- 26 - Dione Housheer, Nederlands handbalster
- 30 - Arón Canet, Spaans motorcoureur
- 30 - Sofia Cantore, Italiaans voetbalster
- 30 - Jordan Teze, Nederlands voetballer

### Oktober
- 1 - Christopher Taylor, Jamaicaans atleet
- 3 - Jack LeVant, Amerikaans zwemmer
- 5 - Elias Maris, Belgisch wielrenner
- 5 - Sena Tomita, Japans snowboardster
- 5 - Bo van Wetering, Nederlands handbalster
- 6 - Niko Kari, Fins autocoureur
- 6 - Senna Sitalsing, Nederlands zangeres
- 8 - Mick Wishofer, Oostenrijks autocoureur
- 11 - Jasmijn Bakker, Nederlands atlete
- 16 - Nicolò Bulega, Italiaans motorcoureur
- 16 - Nikola Karczewska, Pools voetbalster
- 16 - Aaron Nesmith, Amerikaans basketballer
- 16 - Thomas Pesenti, Italiaans wielrenner
- 18 - Lirim Zendeli, Duits autocoureur
- 22 - Jalen Pickett, Amerikaans basketballer
- 24 - Elli Pikkujämsä, Fins voetbalster
- 24 - Lieve van Vliet, Nederlands voetbalster
- 26 - Lana Golob, Sloveens voetbalster
- 26 - Syun Koide, Japans autocoureur
- 26 - Sarai Linder, Duits voetbalster
- 26 - Luna Wedler, Zwitsers actrice
- 31 - Ludvig Åberg, Zweeds golfer
- 31 - Emma Friis, Deens voetbalster
- 31 - Nena Hopmans, Nederlands voetbalster
- 31 - Danielle Rose Russell, Amerikaans actrice

### November
- 2 - Trobi, Nederlands producer en dj
- 5 - Danny Kroes, Nederlands autocoureur
- 5 - Anna Mebus, Nederlands volleybalster
- 5 - Benjamin Pedersen, Deens-Amerikaans autocoureur
- 6 - Ramsey Angela, Nederlands atleet
- 6 - Andrea Bouma, Nederlands atlete
- 6 - Arianna Caruso, Italiaans voetbalster
- 6 - Robert Finke, Amerikaans zwemmer
- 6 - Walid Ould-Chikh, Nederlands voetballer
- 8 - Clément Braz Afonso, Frans wielrenner
- 10 - Michael Cimino, Amerikaans acteur en zanger
- 10 - Armand Duplantis, Zweeds atleet
- 10 - Kiernan Shipka, Amerikaans actrice
- 13 - Lando Norris, Brits autocoureur
- 15 - Iris Scholten, Nederlands volleybalster
- 16 - Bol Bol, Amerikaans basketballer
- 16 - Mats Wieffer, Nederlands voetballer
- 19 - Jevgenia Medvedeva, Russisch kunstschaatsster
- 20 - Marcos López, Peruaans voetballer
- 21 - Nina Lührßen, Duits voetbalster
- 21 - Hunter McElrea, Nieuw-Zeelands autocoureur
- 25 - Riki Okusa, Japans autocoureur
- 26 - Olivia O'Brien, Amerikaans zangeres
- 26 - Maxime Potty, Belgisch autocoureur
- 26 - Perr Schuurs, Nederlands voetballer
- 26 - Tisha Volleman, Nederlands gymnaste
- 27 - Joshua Azzopardi, Australisch atleet
- 27 - Alex Peroni, Australisch autocoureur
- 27 - Amy Tinkler, Brits gymnaste
- 28 - Owen Wijndal, Nederlands voetballer
- 29 - Finn Florijn, Nederlands roeier
- 29 - Patrick Vroegh, Nederlands voetballer

### December
- 1 - Adam Flagler, Amerikaans basketballer
- 1 - Nico Schlotterbeck, Duits voetballer
- 2 - Fred Hechinger, Amerikaans acteur
- 2 - Kelvin Kiptum, Keniaans atleet (overleden 2024)
- 7 - Numidia, Marokkaans-Nederlands zangeres
- 8 - Pieter Sisk, Belgisch atleet
- 9 - Aliyah Kolf (Aliyah), Nederlands actrice en zangeres
- 9 - Linn Svahn, Zweeds langlaufster
- 10 - Reiss Nelson, Engels voetballer
- 11 - Salvador de Alba, Mexicaans autocoureur
- 13 - Iris Markerink, Nederlands model
- 17 - Weronika Zawistowska, Pools voetbalster
- 19 - Shalisa van der Laan, Nederlands zangeres
- 22 - Lachlan Epis, Australisch motorcoureur
- 23 - Dmitri Kozlovski, Russisch kunstschaatser
- 23 - Samuel Lino, Braziliaans voetballer
- 25 - Adut Akech, Zuid-Soedanees-Australisch model
- 25 - Shaine Casas, Amerikaans zwemmer
- 26 - Grégoire Saucy, Zwitsers autocoureur
- 27 - Felice Albers, Nederlands hockeyster
- 28 - Ary Borges, Braziliaans voetballer
- 30 - Noa Vahle, Nederlands (sport)presentatrice en -verslaggeefster
- 31 - Calvin Bassey, Nigeriaans-Engels voetballer
- 31 - Sonia Eijken, Nederlands actrice

### Datum onbekend
- Fatima Hassouna, Palestijns fotojournalist
- Lucie Horsch, Nederlands blokfluitiste
- Max Kuijpers, Nederlands hockeyspeler
- Lisa Schol, Nederlands musicalactrice

## Weerextremen in België
- 5 januari: Temperatuurmaxima: 14,1 °C in het Zwin (Knokke-Heist), 15,2 °C in Rochefort, 16,0 °C in Dourbes (Viroinval), 17,8 °C in Koersel (Beringen).
- 13 februari: Temperatuurminimum in Elsenborn (Bütgenbach): –21,6 °C.
- 22 februari: Tornado veroorzaakt ernstige schade in Horpmaal (Heers), in het zuiden van Limburg.
- 15 april: 15 cm sneeuw in Elsenborn (Bütgenbach) en 18 cm in Saint-Hubert.
- 30 mei: Hagelbuien met veel schade. Hagelbollen groter dan 5 cm in Werbomont en Bosson, nabij Ferrières. Veel schade ten noorden van Namen, in Belgrade, Saint-Servais en Vedrin.
- 26 juni: 73 mm regen in Meix-devant-Virton.
- 8 augustus: Tornado's in de streek van Zedelgem/Ichtegem en in die van Baarle-Hertog/Baarle-Nassau
- 14 augustus: Tornado over Doornik, Herne en in Vlaams-Brabant.
- 13 september: Temperatuurmaxima uitzonderlijk: 30,0 °C in Middelkerke, 30,2 °C in Lanaken en Meeuwen (Meeuwen-Gruitrode), 30,4° in Rochefort, 31,5 °C in Luik-Monsin
- 30 november: Laagste gemiddelde dagwaarde van de totale dikte van de ozonlaag sedert augustus 1971: 200 dobson-eenheden[1] (normaal 327).
- december: December met hoogste neerslagtotaal: 171,9 mm (normaal 69,2 mm).

Bron: KMI Gegevens Ukkel 1901-2003 met aanvullingen